# Cotoneaster transcaucasicus
Cotoneaster transcaucasicus es una especie de planta del género Cotoneaster, perteneciente a la familia Rosaceae.

## Taxonomía
Cotoneaster transcaucasicus fue descrita por Antonina Poyárkova en 1961.

## Distribución
Se encuentra en el territorio de Irán, Transcaucasia y Turquía.